# Todor Jivkov
 (mai 2021).
Si vous disposez d'ouvrages ou d'articles de référence ou si vous connaissez des sites web de qualité traitant du thème abordé ici, merci de compléter l'article en donnant les références utiles à sa vérifiabilité et en les liant à la section « Notes et références ».
Todor Khristov Jivkov (en bulgare : Toдор Xpиcтoв Живков ; SBOTCC : Todor Hristov Zhivkov ; API : /ˈtɔdor ˈxristof ˈʒifkof/), né le 7 septembre 1911 et mort le 5 août 1998, est un homme politique communiste bulgare. Il est durant 33 ans le principal dirigeant de la république populaire de Bulgarie.

## Biographie

### Enfance
Todor Jivkov naît dans le village bulgare de Pravetz, dans une famille rurale.
En 1928, à 17 ans, il s'inscrit à l'union des jeunes populaires bulgare BSNM, une association intimement liée au Parti des travailleurs bulgares. L'année suivante, il obtient un emploi d'imprimeur à la Dǎržavna pečatnica, l'imprimerie nationale du royaume de Bulgarie à Sofia.

### Parcours politique

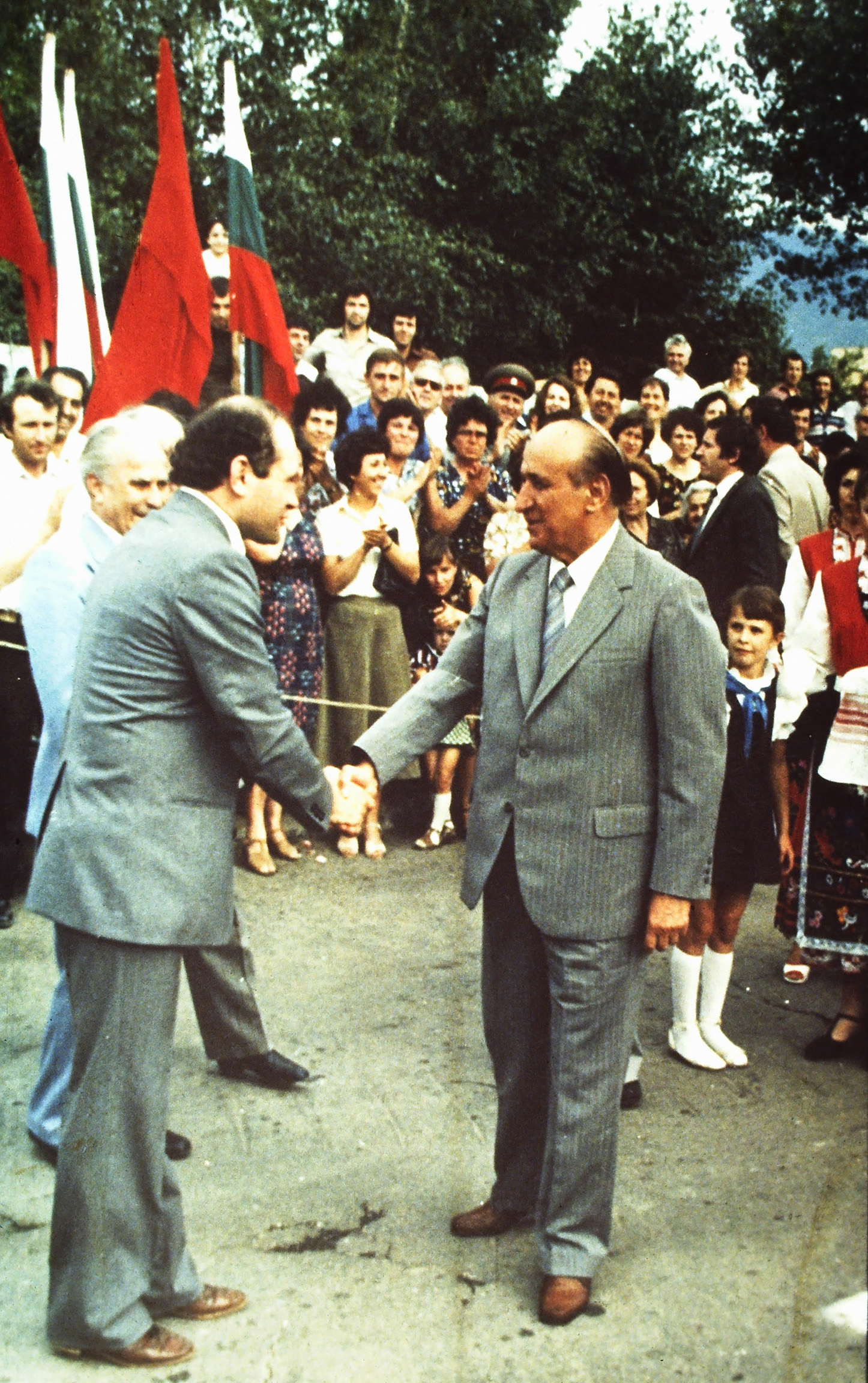
Inauguration d'une usine à Botevgrad au début des années 1980.

Membre important de l'appareil policier de l'État après 1945, Todor Jivkov intègre le politburo du Parti communiste bulgare en 1951 et devient chef du parti en 1954. Il manœuvre habillement à Moscou pour supplanter ses concurrents.
Président du Conseil des ministres de 1962 à 1971, il est chef de l'État bulgare du 7 juillet 1971 au 17 novembre 1989. Sa politique est marquée par une grande stabilité, voire une stagnation, similaire à celle de Léonid Brejnev, avec qui il entretient de bonnes relations. 
Durant l'ère Jivkov, la Bulgarie a modelé sa politique intérieure sur celle de l'Union soviétique, avec des traités à long terme liant le développement économique de la Bulgarie à celui des Soviétiques. La Bulgarie a accordé la plus haute priorité au progrès scientifique et technologique et au développement des compétences commerciales propres à un État industriel. En 1948, environ 80 % de la population vivait de la terre, tandis qu'en 1988, moins d'un cinquième de la population active travaillait dans l'agriculture, le reste étant concentré dans l'industrie et le secteur des services.
Au début de l'année 1989, dans certaines régions à forte population d'origine turque, de graves affrontements ont eu lieu et ont fait des victimes, à la suite desquels le président du conseil d'État bulgare, Todor Jivkov, s'est adressé à la population pour encourager les Turcs bulgares à s'installer en Turquie. Peu après son discours, la frontière avec la Turquie a été ouverte le 29 mai 1989 exclusivement pour les Turcs et les musulmans du pays et plus de 360 000 personnes ont quitté la Bulgarie communiste pour la Turquie entre le 30 mai 1989 et le 22 août 1989, La Turquie a finalement fermé la frontière pour empêcher une nouvelle immigration de Turcs bulgares. Face aux difficultés d'installation en Turquie, 40 000 Turcs et Musulmans sont retournés en Bulgarie dans les trois premiers mois suivant leur arrivée. Ce processus s'est poursuivi et, à la fin de 1990, environ 150 000 personnes étaient rentrées en Bulgarie
Le 10 novembre 1989, une révolution de palais des communistes réformateurs force Todor Jivkov à démissionner. Le complot était prévu depuis plusieurs mois et n'est pas lié à la chute du mur de Berlin, qui a eu lieu la veille, bien qu'il s’inscrive dans le cadre de la chute des régimes communistes européens.
Peu après la chute du régime communiste, Todor Jivkov est arrêté et condamné à sept ans de prison pour détournement de fonds ; du fait de son état de santé, il purge une partie de sa peine à domicile. Dans ses mémoires, il déclare ne rien regretter de ses actions mais critique vigoureusement la perestroïka.

Il meurt en 1998 des suites d'une pneumonie, alors qu’il était le dernier grand dirigeant communiste du bloc de l'Est encore vivant.

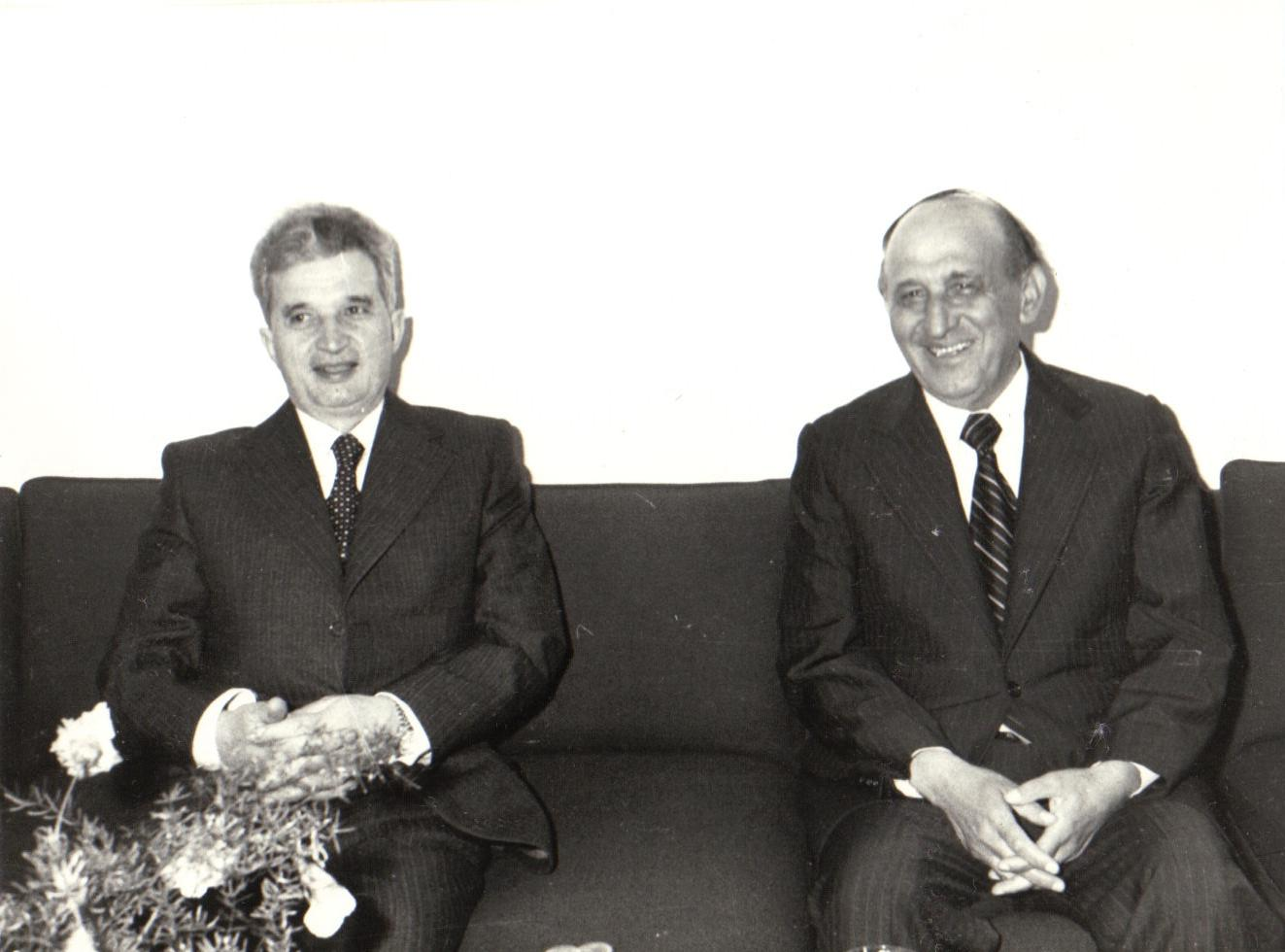
Le président de la république socialiste de Roumanie, Nicolae Ceaușescu et Todor Jivkov, en 1979.

## Décorations
- Ordre de José Martí  Cuba
- Ordre de Playa Girón  Cuba
- Ordre de Klement Gottwald  Tchécoslovaquie
- Ordre de Février victorieux  Tchécoslovaquie
- Collier de l'ordre du Lion blanc  Tchécoslovaquie
- 3 ordres de Karl-Marx  Allemagne de l'Est
- Grand cordon de l'ordre du Nil  Égypte
- Ordre national de la Légion d'honneur  France[8]
- Grand-croix de l'ordre du Rédempteur  Grèce
- Grand cordon de l'ordre du Chrysanthème  Japon
- Collier de l’ordre de l'Aigle aztèque  Mexique
- Ordre de Sukhbaatar  République populaire mongole
- Grand collier de l'ordre de l'Infante Dom Henrique  Portugal
- Ordre de l'Étoile de la République socialiste  Roumanie
- Ordre de la Victoire du socialisme  Roumanie
- Ordre du mérite civil  Syrie
- Ordre de l'Étoile  Yougoslavie
- Ordre olympique (Comité international olympique)